# جورج ستابس
جورج ستابس بالإنجليزية: George Stubbs)‏ (25 أغسطس 1724-10 يوليو 1806) هو رسام إنجليزي اشتهر برسمه للخيول. صقل ستابس مهاراته لوحده وتعلم من بعض الفنانين الكبار في القرن الثامن عشر مثل رينولدز أو غينزبورو. تتضمن أعماله لوحات تاريخية، وتجسدت أعظم مهاراته في رسم الحيوانات، وربما تأثر بحبه ودراسته لعلم التشريح. توجد إحدى لوحاته الشهيرة «الجواد ويسل جاكيت» في متحف ناشيونال غاليري في لندن.

## سيرة شخصية

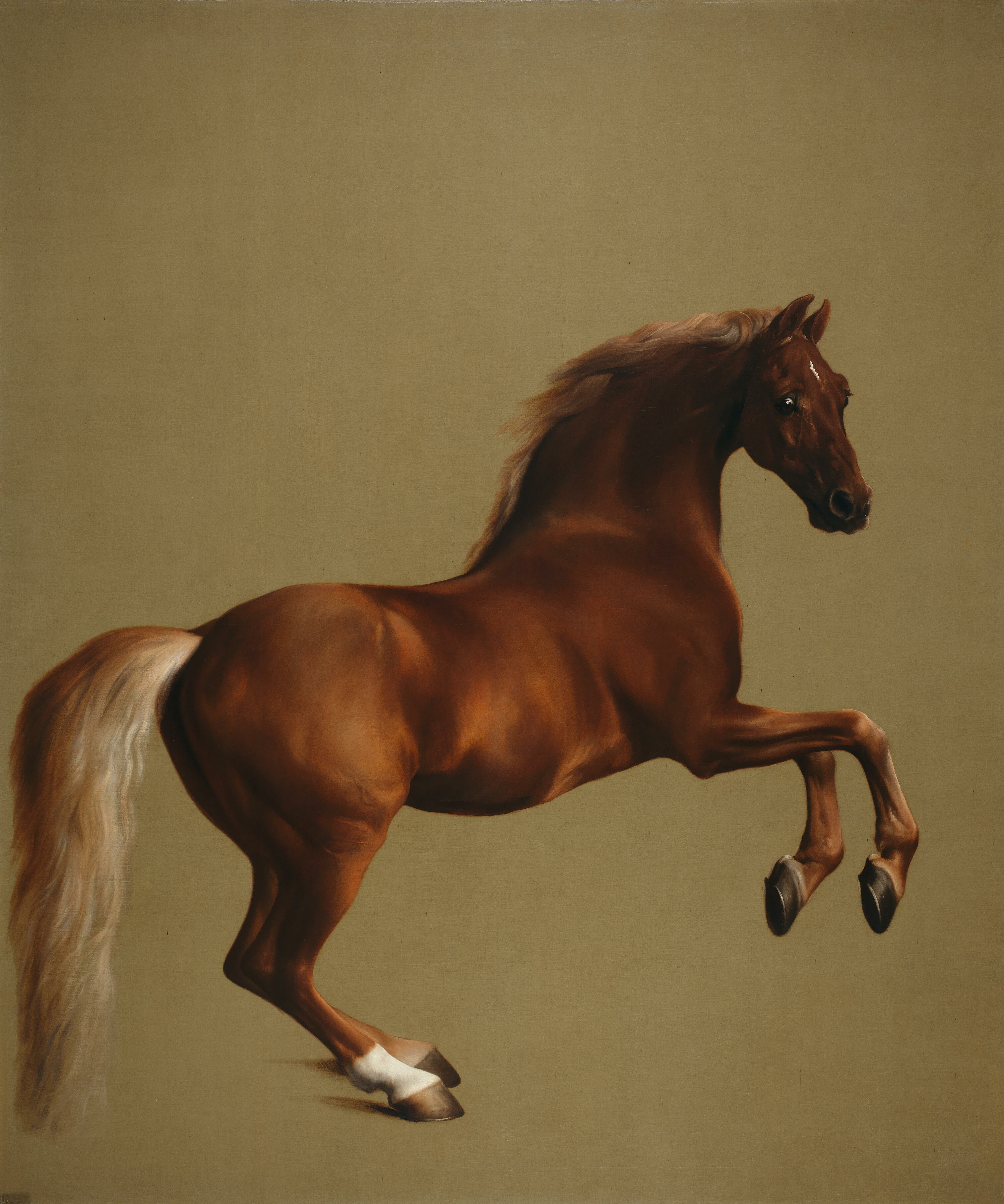
ويسل جاكيت عبارة عن لوحة زيتية من عام 1762 بريشة جورج ستابس، تصور فرس السباق «مركيز» الحصان الخاص بماركيز روكنغهام بالحجم الطبيعي تقريبًا على خلفية فراغة. حصل المعرض الوطني في لندن عليها مقابل 11 مليون جنيه إسترليني.

وُلد ستابس في مدينة ليفربول، وهو ابن الدبّاغ أو صانع الملابس الجلدية جون ستابس وزوجته ماري. لا توجد الكثير من المعلومات حول حياته قبل سن الخامسة والثلاثين أو ما يقارب ذلك، فاعتمدت المصادر بشكل كامل تقريبًا على الملاحظات التي أدلى بها أوزياس هامفري وهو فنان زميل وصديق لستابس. استندت مذكرات هامفري غير الرسمية والتي لم تكن مخصصة للنشر على سلسلة من المحادثات الخاصة التي أجراها مع ستابس في عام 1794 عندما كان ستابس في السبعين من عمره وهامفري في الاثنين والخمسين.
عمل ستابس في مهنة والده حتى سن 15 أو 16، وأخبر والده في تلك الفترة في رغبته بأن يصبح رسامًا. رفض والده هذه الرغبة إلا أنه وافق في النهاية على اختيار ابنه لهذا المسار بشرط أن يجد معلمًا مناسبًا. تقرّب ستابس من رسام ونقاش اللوحة «لانكشاير» هاملت وينستانلي ووُجدا معًا لفترة وجيزة (ربما ليس أكثر من عدة أسابيع) كأستاذ وتلميذ. تمكن ستابس من الحصول على فرصة لدراسة المجموعة في نوزلي هول بالقرب من ليفربول وهي المزرعة التي كان يقيم فيها وينستانلي بعد أن أظهر في البداية قدراته ووافق على القيام ببعض أعمال النسخ. سرعان ما غادر من عند وينستانلي عندما دخل في صراع معه بشأن الصور التي يمكنه أن يعمل على نسخها بالضبط.
امتلك ستابس شغفًا بالتشريح منذ طفولته، وانتقل في عام 1744 إلى يورك في شمال إنجلترا لمتابعة طموحه لدراسة التشريح على أيدي الخبراء. عمل في يورك رسامًا للصور الشخصية في الفترة بين عامي 1745 و1753، ودرس علم التشريح البشري على يد الجراح تشارلز أتكينسون في مستشفى مقاطعة يورك. إن واحدة من أولى أعماله الباقية هي مجموعة من الرسوم التوضيحية لكتاب مدرسي عن القبالة من قبل جون بيرتون بعنوان «مقالة نحو نظام جديد متكامل للقبالة» نُشر في عام 1751.
زار ستابس إيطاليا في عام 1754، وأخبر أوزياس هامفري بعد مرور أربعين عامًا أن الدافع وراء ذهابه إلى إيطاليا كان "لإقناع نفسه بأن الطبيعة كانت ولا تزال متفوقة دائمًا على الفن سواء كان رومانيًا أو يونانيًا، فسرعان ما عاد إلى وطنه بعد أن غير قناعته بهذا الاعتقاد». استأجر مزرعة في قرية هوركستو في لينكولنشاير في عام 1756 وقضى 18 شهرًا في تشريح الخيول بمساعدة زوجته المعروفة باسم ماري سبنسر. انتقل إلى لندن في عام 1759، ونشر كتاب تشريح الحصان في عام 1766. توجد الرسومات الأصلية الآن في مجموعة الأكاديمية الملكية.
شوهدت رسومات ستابس قبل نشر أعماله لدى رواد الطبقة الأرستقراطية الذين أدركوا أن عمله كان أكثر دقة من أعمال رسامي الخيول السابقين مثل جيمس سيمور وبيتر تيلمانز وجون ووتون. كلّفه الدوق ريتشموند الثالث برسم ثلاث صور كبيرة له في عام 1759. أنتج أعمالًا لعدة دوقات وأباطرة آخرين بحلول عام 1763، وكان قادرًا على شراء منزل في منطقة ماريليبوني وهي جزء حديث من لندن حيث عاش بقية حياته.
تُشكّل لوحته «الجواد ويسل جاكيت» أكثر أعماله شهرة، وهي لوحة لخيل السباق الأصيل الذي يرتفع على رجليه الخلفيتين بتكليف من ماركيز روكينغهام الثاني، وتوجد اللوحة الآن في المتحف الوطني بلندن. رسم ستابس مجموعة واسعة من الصور الفردية والجماعية للخيول مصحوبة أحيانًا بكلاب الصيد خلال ستينيات القرن الثامن عشر، وغالبًا ما كان يرسم الخيول مع أصحابها الذي كان يرسمهم دائمًا كأفراد. واصل أيضًا قبول طلبات الناس برسم صور شخصية لهم وبعض الصور الجماعية. عرض أعماله في جمعية الفنانين في بريطانيا العظمى من عام 1761 إلى عام 1776، ولكنه حول ولاءه في عام 1775 إلى الأكاديمية الملكية للفنون التي تأسست مؤخرًا ولكنها أكثر شهرة.
رسم ستابس أيضًا المزيد من الحيوانات الغريبة بما في ذلك الأسود والنمور والزرافات والقردة ووحيد القرن والتي كان قادرًا على رؤيتها في حدائق حيوان خاصة. تُمثل رسوماته عن الكنغر أول لمحة عن هذا الحيوان للعديد من البريطانيين في القرن الثامن عشر. انشغل ستابس بشكل كبير بموضوع الحصان البري المهدد من قبل الأسد ورسم عدة أشكال مختلفة حول هذا الموضوع. اشتُهرت هذه الأعمال وغيرها في ذلك الوقت من خلال النقوش في أعماله والتي ظهرت بأعداد متزايدة في سبعينيات وثمانينيات القرن الثامن عشر.
رسم ستابس أيضًا صورًا تاريخية ولكنها لم تلقى اهتمامًا كبيرًا كلوحات الأحصنة. أنتج بعض الأعمال على المينا في أواخر عام 1760. طور الفنان جوشيا ويدجوود نوعًا جديدًا وأكبر من ألواح المينا بناءً على طلب ستابس في سبعينيات القرن الثامن عشر. أمل ستابس بتحقيق النجاح التجاري من خلال لوحات المينا ولكنه لم يُحقق إلا الديون من ذلك. عمل أيضا في فترة عام 1770 على رسم صور مفردة للكلاب لأول مرة، وتلقى أيضًا عددًا متزايدًا من الطلبات لرسم الصيادين مع مجموعتهم من كلاب الصيد. لم يتوقف ستابس عن الرسم على الرغم من تقدمه بالسن.
أنتج سلسلة ريفية تدعى التبّانون والحاصدون في الثمانينيات من القرن الثامن عشر، وتمتّع في أوائل تسعينيات ذلك القرن برعاية أمير ويلز الذي رسمه على ظهر حصانه في عام 1791. أقام ستابس مشروعه الأخير في عام 1795، وهو عبارة عن معرض تشريحي مقارن لهيكل جسم الإنسان بهيكل نمر وطائر شائع واحتوى خمس عشرة نقشًا ظهرت بين عامي 1804 وعام 1806. لم يكتمل المشروع بسبب وفاة ستابس عندما كان في الواحد والثمانين من عمره في 10 يوليو في عام 1806 في لندن. دُفن في مقبرة كنيسة مارليبون التي أصبحت الآن حديقة عامة. ورث ابنه (جورج تاونلي ستابس) عنه موهبته فكان نقاشًا وصانعًا للطباعة.

## الإرث
ظل ستابس شخصية ثانوية في الفن البريطاني حتى منتصف القرن العشرين. أيّد كل من مؤرخ الفن باسيل تايلور وجامع الفن بول ميلون أعمال ستابس. كانت لوحة صبي الإسطبل واليقطينة لستابس أول لوحة اشتراها جامع الخيول بول ميلون في عام 1936. كُلّف باسيل تايلور من قبل شركة بيليكان بيس للنشر في عام 1955 لكتابة كتاب بعنوان «رسم الحيوانات في إنجلترا-من بارلو إلى لاندسير» والذي تضمن جزءًا كبيرًا من أعمال ستابس. التقى ميلون وتايلور للمرة الأولى وعبّرا عن تقديرهما لستابس في عام 1959. قاد هذا ميلون إلى إنشاء مؤسسة بول ميلون للفن البريطاني (سلف مركز بول ميلون للدراسات في الفن البريطاني) بوجود تايلور كمدير. جمع ميلون أكبر مجموعة من لوحات ستابس في العالم وأصبحت جزءًا من مجموعته الكبيرة من الفن البريطاني التي أصبحت فيما بعد مركز ييل للفن البريطاني. نشر تايلور الكتالوج الأساسي بعنوان «ستابس» في عام 1971.

## روابط خارجية
- جورج ستابس على موقع الموسوعة البريطانية (الإنجليزية)
- جورج ستابس على موقع ديسكوغز (الإنجليزية)